# Yves Jacob
Pour les articles homonymes, voir Jacob (homonymie).
Œuvres principales
- Marie sans terre
- Les Anges maudits de Tourlaville

Yves Jacob, né en 1940 à Dinan, est un écrivain français.

## Biographie
Né à Dinan en Bretagne, Yves Jacob vit aujourd’hui en Normandie. Il est l'auteur d'une trentaine d'ouvrages dans des genres variés dont 20 romans qui témoignent de sa curiosité.
Essayiste (Les Grands moments littéraires de Normandie) ; nouvelliste (Hantise ou scènes de la vie ordinaire) ; historien et biographe (Mandrin, Jacques Cartier, Dumont d'Urville, Du Guesclin, L'Énigme Lapérouse) ; romancier (Claudius ou les beaux jours, Les Deux Vies de Marie Salmon, Les Anges perdus de Tourlaville, Les blés seront coupés, le Fils du Terre-Neuva,…), son roman Marie sans terre ou l'histoire vraie de Marie, jeune Normande du Bessin, au cours du XXe siècle a connu un succès retentissant et décisif qui l'a établi comme l'une des plumes emblématiques de la Normandie.
Couronné à deux reprises par l'Académie française, Yves Jacob a reçu plusieurs prix littéraires [réf. nécessaire], dont le prix Guillaume-le-Conquérant, le prix des Libraires de Normandie, le grand Prix de la ville de Rennes, et en 2004 le Prix du roman populaire.
Yves Jacob est également très attaché à la promotion du livre. Il a été directeur de collections aux Éditions Maître Jacques, vice-président de la société des auteurs de Normandie, chroniqueur littéraire dans plusieurs supports normands. Fondateur du salon du livre de Caen, il en est resté responsable pendant quatre ans. Inspirateur et membre fondateur du prix du roman de la ville de Caen en 1975, il est aussi fondateur en 2003 du salon du livre de Cheux et du prix du roman Reine-Mathilde financé par le Centre Régional des Lettres de Basse-Normandie.

### Romans
- L'Île, Éditions syndicales
- L'Arbre déraciné, Le cercle d'or
- Au-delà de la fin du monde, Le cercle d'or En collaboration avec Grégoire Brainin.
- Il était une fois un monstre, Le cercle d'or
- Claudius ou les beaux jours, Ramsay ; Cheminements , 2003  (ISBN 2844782191)
- Soleils gris (Filipacchi)
- Heloa. La passagère clandestine, Glénat, 1997  (ISBN 2723421163) ; Aubéron, 2007  (ISBN 2844981070)
- La Canarienne. Le crépuscule des Guanches, Glénat, 1999  (ISBN 2723426866)
- Marie sans terre, Presses de la Cité, 2003  (ISBN 2258060842) ; 2005  (ISBN 2266137018)
- Les Anges maudits de Tourlaville, Presses de la Cité, 2004  (ISBN 2846943117)  (ISBN 2258064600)
- Les Blés seront coupés, Presses de la Cité, 2007  (ISBN 2846943516)  (ISBN 2266165283)
- Les Deux Vies de Marie Salmon, Tallandier 1994,  (ISBN 2235021220) ; Aubéron, 2000,  (ISBN 2844980147) ; 2005  (ISBN 2844980902)
- Une mère en partage, Presses de la Cité, 2006  (ISBN 225806970X)
- Un homme bien tranquille, Presses de la Cité, 2008  (ISBN 9782258073739), , roman historique sur les malgré-nous d'Alsace Moselle.
- Le Fils du Terre-neuvas, Presses de la Cité, 2009  (ISBN 9782258078192)
- Isabelle ou le crépuscule des Guanches, Presses de la Cité, 2010  (ISBN 978-2-258-08508-4)
- Sous l'ombre des pommiers, Calmann-Lévy, 2011  (ISBN 9782702141861)
- Le Secret du docteur Mériaux (pseudonyme Y. Bocaj), Presses de la Cité, 02/2012  (ISBN 9782258089143)
- Meurtre au château, Presses de la Cité, 10/2012  (ISBN 9782258092068)
- Romain sans Juliette, Presses de la Cité, 09/2014  (ISBN 9782258109520)
- L'arbre déraciné - le cercle d'or 1975, Presses de la Cité, 2017  (ISBN 978-2-258-13627-4)
- Le silence de Justine, Editions Calmann-Lévy, 05/2019  (ISBN 9782702163726)

### Biographies
- Mandrin, le voleur d'impôts, Tallandier
- Bertrand du Guesclin, connétable de France, Tallandier
- Jacques Cartier, Éd. Maritimes et d'Outre-Mer-Lattès ; Ouest-France ; Ancre de Marine
- Dumont d'Urville, le dernier grand marin de découvertes, Glénat
- L'Énigme Lapérouse, Tallandier

### Nouvelles
- La Normandie raconte, Cercle d'or En collaboration.
- Hantise ou scènes de la vie ordinaire, Maître Jacques

### Essai
- Les Grands Moments littéraires de Normandie du XVIIIe siècle à nos jours, Corlet

### Album
- La Normandie comme ils l'ont aimée. En collaboration, éditions Omnibus, 2017  (ISBN 978-2-258-14503-0)